# Båtsfjord
70°38′N 29°43′Ø / 70.633°N 29.717°Ø
Båtsfjord kommune (samisk Báhcavuona gielda) ligger i Øst-Troms og Finnmark fylke i Norge. Kommunen ligger på Varangerhalvøya ved Barentshavet, og grænser i sydøst til Vardø, i syd til Vadsø og i vest til Berlevåg.
Navnet Båtsfjord kommer formentlig af botn (= bund) i betydningen "inderste del af en fjord".
Al bosættelse er samlet i kommunecenteret ved fiskerihavnen inderst i den 13 km lange Båtsfjorden.
Ishavsvejen, rigsvej 891 over Båtsfjordfjeldet (400 moh), giver byen helårs vejforbindelse. Båtsfjord anløbes af Hurtigruten: Nordgående kl 20.00 og sydgående 01.00. Der er flyveplads (IATA: BJF, ICAO: ENBS) med 4 daglige ruteflyafgange.
Båtsfjord er en av Finnmarks største fiskehavne med rundt 10.000 bådanløb om året og har en række anlæg for fiskeforædling. Der har været tre hvalfangststationer i Båtsfjord, den ene anlagt af Svend Foyn. Den første blev bygget i 1884 af skibsreder O.B. Sørensen fra Sandefjord. Fuglefjeldet Stauran er verdenskendt for sin store mangfoldighed af ynglende søfugle og havørne.
I Båtsfjord kommune ligger også mange gamle nedlagte fiskelejer. Fem af dem bruges stadig, men kun til ferie- og fritidsformål.
Geologisk er landskabet ældre end istiderne; men isen har efterladt flere tusinde særegne, ringformede formationer.
Til minde om befrielsen 8. maj 1945 er opstillet propellen fra det tyske forsyningsskib "Margareta", der grundstødte ud for Båtsfjord havn den 22. oktober 1944.
Mens resten af Finnmark blev nedbrændt ved den tyske hærs tilbagetrækning foran den fremrykkende Røde hær i efteråret 1944, blev Båtsfjord stående nærmest uskadt. En falsk alarm fik tyskerne til at tro, at fjenden var lige ved, så de flygtede uden at give sig tid til andet end at sprænge kajen i luften og sætte ild til olielageret. Boligerne blev stående, og en del af Båtsfjords befolkning, der havde nået at gemme sig i håb om at undslippe tvangsevakueringen sydpå, kunne flytte hjem igen. Hjemløse fra andre steder i det raserede Nordnorge søgte tilflugt i Båtsfjord.